# Parendacustes testaceus
Parendacustes testaceus är en insektsart som beskrevs av Lucien Chopard 1930. Parendacustes testaceus ingår i släktet Parendacustes och familjen syrsor. Inga underarter finns listade i Catalogue of Life.